# Ptolemaj II. Filadelf
Ptolemaj II. Filadelf  (egipčansko Userkanaenre Meryamun, grško starogrško Πτολεμαῖος Φιλάδελφος, Ptolemaîos Philádelphos, slovensko Ljubljenec svojih bratov in sester) je bil od leta 283 do 246 pr. n. št. kralj Ptolemajskega Egipta, * 309 pr. n. št., † 246 pr. n. št.
Bil je sin ustanovitelja Ptolemajske dinastije Ptolemaja I. Soterja in Berenike I.. Šolal se je pri Filitu Koškemu. Imel je polbrata Ptolemaja Kerauna in Meleagerja. Oba sta postala makedonska kralja (281  pr. n. št. oziroma 279 pr. n. št.) in umrla v invaziji Galcev leta 280-279 pr. n. št. Ptolemaj je bil prvič poročen z Arsinojo I., hčerko diadoha Lizimaha, ki je bila mati njegovih zakonskih otrok.  Po njeni odslovitvi se je poročil s svojo sestro in Lizimahovo vdovo Arsinojo II.
Med vladanjem Ptolemaja II. je sijaj aleksandrijskega dvora dosegel višek. Kralj je promoviral Aleksandrijsko knjižnico in muzej in postavil spominsko Veliko mendeško stelo. 

## Vladanje
Ptolemaj II. je začel vladati leta 285 pr. n. št. kot sovladar svojega očeta Ptolemaja I. in vzdrževal razkošen dvor v Aleksandriji. Samostojen vladar je postal leta 283 pr. n. št.
Med njegovim vladanjem je bil Egipt vpleten v več vojn. Leta 274 pr. n. št. se je vojskoval s svojim polbratom Magom Kirenskim. Istega leta je začel tudi vojno s selevkidskim kraljem Antiohom I. Soterjem za Kelesirijo z Judejo. Prva sirska vojna se je končala leta 271 pr. n. št.  Ptolemajeve zmage so utrdile položaj Egipta kot nesporne pomorske velesile vzhodnega Sredozemlja. Njegovo ladjevje je štelo 112 ladij in mu zagotavljalo dostop do vseh obalnih mest njegovega cesarstva. Ptolemajski vpliv se je razširil na Kiklade in Samotrako, pristanišča in obalna mesta Kilikije, Pamfilije, Likije in Karije. Leta 275/4 pr. n. št. je ptolemajska vojska vdrla v Nubijo in k Egiptu priključila del Spodnje Nubije.
Leta 270 pr. n. št. je najel 4.000 galskih najemnikov, ki so pod Bolgijevim poveljstvom  leta 279 pr. n. št. ubili njegovega brata Ptolemaja Kerauna. Po Pavzaniju so kmalu po prihodu poskušali prevzeti oblast, zato jih je Ptolemaj izgnal na pust otok na Nilu, »kjer so se med seboj pobili ali umrli od lakote«.
Zmaga makedonskega kralja Antigona II. Gonata nad egipčanskim ladjevjem pri Kosu (med 258 in 256 pr. n. št.) ni za dolgo prekinilo Ptolemajeve oblasti v Egejskem morju. V drugi sirski vojni (260-253 pr. n. št.) s Selevkidskim cesarstvom Antioha II. Teosa je Ptolemaj II. na obali Male Azije utrpel velike izgube in bil prisiljen  skleniti mir. Okoli leta 250 pr. n. št je mir utrdil s poroko svoje hčerke Berenike  z Antiohom II.
Ptolemaj II. Filadelf je umrl 29. januarja 246 pr. n. št.

## Družina
Ptolemaj II. je imel s prvo ženo Arsinojo I. tri otroke:
- Polemaja III. Evergeta
- Lizimaha
- Bereniko Fernofero, poročeno s sirijskim kraljem Antiohom II. Teosom

Po njeni odslovitvi se je poročil s sestro in Lizimahovo vdovo Arsinojo II., ki mu je prinesla posesti v Egejskem morju. 
Razen njiju je imel tudi več priležnic. Z eno od njih, Bilistiko,  je imel nezakonskega sina Ptolemaja Andromaha.
Na dvoru je imel tudi veliko ljubic, med njimi Agatoklejo, Aglaiso, Kleino, Didimo, harfistko Glavko, flavtistko Mneso, igralko Mirtiono in flavtistki Potino in Stratoniko. Dvor je bil veličasten in razuzdan, poln umetnikov in intelektualcev, primerljiv z Versaillesom Ludvika XIV.
Ptolemaj II. je posmrtno pobóžil svoje starše in sestro/ženo.

## Dvor
Materialno in umetniško razkošje aleksandrijskega dvora  je pod Ptolemajem  II. doseglo višek. Na dvoru je imel eksotične živali iz daljnih dežel in v Aleksandriji vsako leto prirejal procesijo v čast bogu Dionizu, ki jo je vodila skupina 24 vozov, vpreženih s sloni. Vozovom so sledili levi, leopardi, panterji, kamele, antilope, divji osi, noji, medvedi, žirafe in nosorogi. Po mnenju poznavalcev so bile živali v parih, noji celo v osmih. V vozove  je bil vprežen po en slon, razen v tistega, na katerem je bil več kot dva metra visok zlat kip, v katerega so bili vpreženi štirje. Ptolemaj je ob grških privzel tudi nekaj egipčanskih verskih konceptov, ki so mu pomagali utrditi podobo suverena. 
Ptolemajce so opevali  knjižničar Aleksandrijske knjižnice Kalimah, pesnik Teokrit  in drugi manj pomembni pesniki. Ptolemaj sam je podpiral širitev Aleksandrijske knjižnice in bil pokrovitelj znanstvenih raziskav. 
Izročilo, ohranjeno v psevdoepigrafskem Aristejevem pismu, ki povezuje prevajanje Septuaginte Hebrejske Biblije iz hebrejščine v grščino pod njegovim pokroviteljstvom, je verjetno pretirano. Walter Kaiser kljub temu pravi:  »Nobenega dvoma ni, da so bili Zakoni prevedeni prav v Filadelfovem času, saj se grški navedki iz Geneze in Eksodusa (Prva in Druga Mojzesova knjiga) pojavljajo v grški književnosti, ji ne nastala pred letom 200 pr. n. št. Po mnenju nekaterih je grščina v prevodu  bolj podobna egipčanski kot jeruzalemski grščini.« 

## Vezi z Indijo
Ptolemaj je po pisanju Plinija starejšega poslal svojega ambasadorja Dioniza na mavrijski dvor  v Pateliputri v Indiji,, verjetno k cesarju Ašoki : 
»Indijo je omenjalo tudi več drugih piscev, ki so prebivali na dvorih indijskih kraljev, na primer Megasten in Dioniz, ki jih je Philadelf poslal tja z enim samim namenom,  da bi povečali moč in izkoristil ogromne vire teh narodov.«
Plinij omenja tudi Ašokov edikt, ki predstavlja prvi  otipliv dokaz o budizmu. 

## Galerija
- Relief Ptolemaja II. na rdečem granitu
- Doprsni kip Ptolemaja II., odkrit v Vili papirusov v Herculaneumu
- Oktadrahma  Ptolemaja  II. in njegove sestre/žene Arsinoje II.
- Ptolemaj  II. in Arsinoja II.